# Угорники (Коломыйский район)
Уго́рники (укр. Угорники) — село в Отынийской поселковой общине Коломыйского района Ивано-Франковской области Украины. В селе расположен Угорницкий монастырь.
Население по переписи 2001 года составляло 2660 человек. Занимает площадь 11,05 км². Почтовый индекс — 78230.